# Celofán

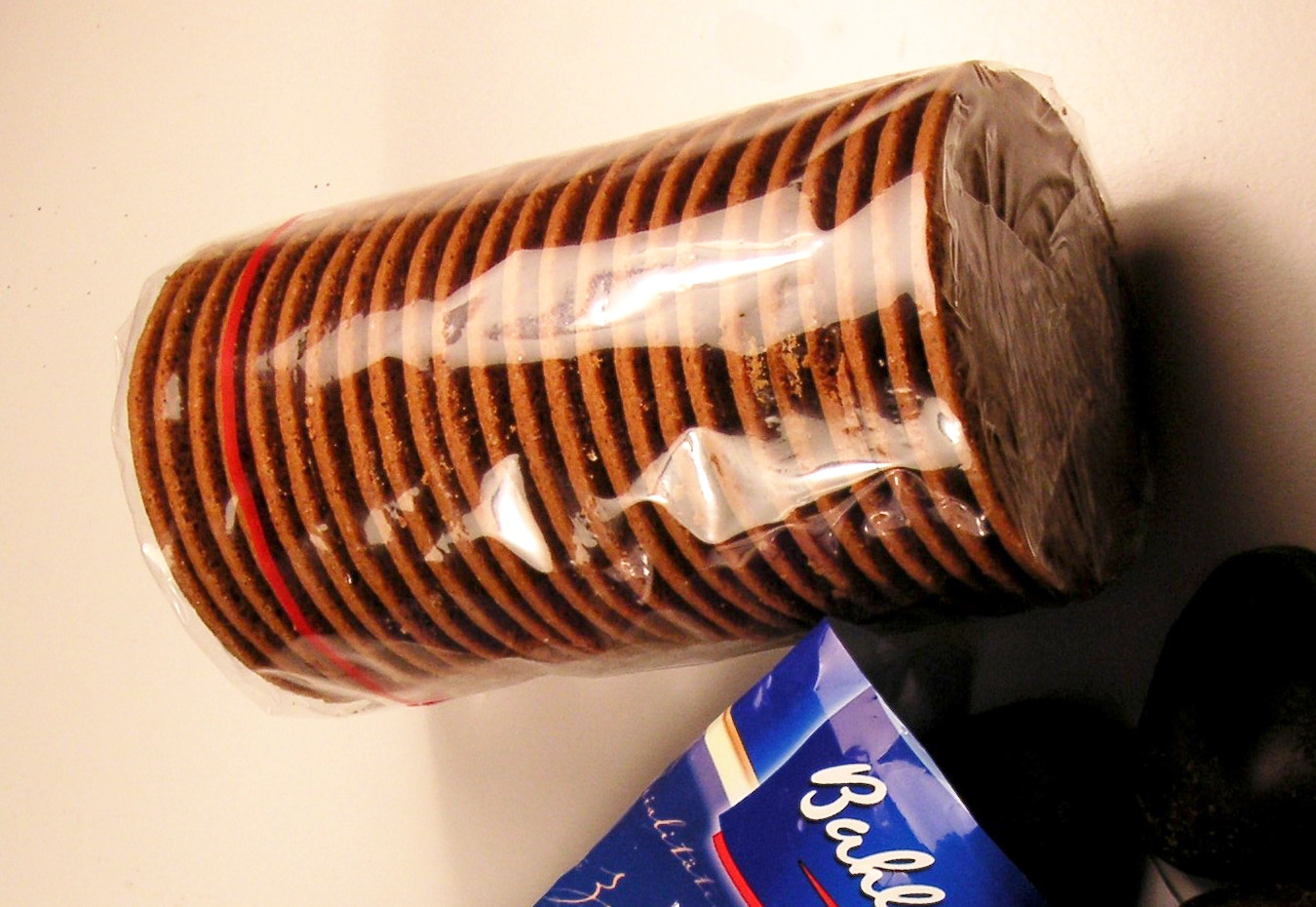
Cukrovinky a sušenky v celofánovém balení

Celofán nebo cellofan je tenká průhledná fólie, vyráběná z chemicky regenerované celulózy. Je zdravotně nezávadný, biologicky degradovatelný a nepropustný pro vzduch, oleje i bakterie, propustný pro vodní páru. Používá se jako obalový materiál, typicky pro balení cukrovinek a dalších potravin nebo dárkových balíčků.

## Výroba
Vyrábí se působením hydroxidu sodného na celulózu ze dřeva, z bavlny aj. a následným působením sirouhlíku, čímž vzniká viskóza. Ta se pak štěrbinou vytlačuje do lázně kyseliny sírové a síranu sodného, kde se viskóza opět mění v celulózu. Fólie se několikrát pere a přidává glycerin, který snižuje křehkost celofánu. Velmi podobně se vyrábějí viskózová vlákna (umělé hedvábí). Chemicky je to polymer celulózy a obsahuje pouze uhlík, kyslík a vodík. Při výrobě se sice používají nebezpečné chemické látky, sám celofán je však zdravotně nezávadný a na rozdíl od plastů se biologicky plně degraduje.

## Historie
Vynalezl jej švýcarský chemik Jacques E. Brandenberger, roku 1912 si jej patentoval, zkonstruoval stroj na jeho výrobu a založil dvě továrny ve Francii. Název odvodil z francouzských slov cellulose a diaphane (průhledný). Od 20. let se běžně vyráběl, v 60. letech byl nahrazován syntetickými plasty, ale pro své hygienické i ekologické vlastnosti se od 90. let opět vrací, zejména pro balení potravin a cigaret, na výrobu samolepicích pásek a pro další technické účely.